# Coupe de France 1930/1931
Čtrnáctý ročník Coupe de France (francouzského fotbalového poháru) se konal od 21. září 1930 do 3. května 1931. Celkem turnaj hrálo 408 klubů.
Trofej získal poprvé v klubové historii Club français, který ve finále porazil SO Montpelliérain 3:0.